# Brama Chełmińska (Kamienna) w Brodnicy
Brama Chełmińska w Brodnicy, także Brama Kamienna – zachowana brama miejska Brodnicy z 1 poł. XIV wieku, obecnie siedziba Muzeum Regionalnego w Brodnicy.

## Historia
Jest to jedna z najokazalszych i najlepiej zachowanych w Polsce bram z czasów krzyżackich. Początek budowy Bramy Chełmińskiej w Brodnicy datuje się na pierwszą połowę XIV wieku. Wzniesiono ja zapewne przy okazji budowy murów miejskich w latach 1310-40. Około roku 1370 dobudowano kolejną już trzecią jej kondygnację (w wersji pierwotnej była dwukondygnacyjna). Zbudowana jest na planie kwadratu, ze szczytami schodkowymi, ze sterczynami i półkoliście zamkniętymi tynkowanymi blendami. Brama posiada stropy drewniane, dach siodłowy z dachówką oraz zachował się fragment Szyi bramnej.
W XIX wieku służyła jako więzienie miejskie, później w jej przejeździe znajdowała się waga miejska. W 1898 r. została odnowiona z częściową rekonstrukcją szczytów. 
Od 1973 r. mieszczą się w niej wystawy muzealne oraz jest siedzibą galerii sztuki współczesnej - galeria „Brama”.